# Episodi di Difesa a oltranza (seconda stagione)
La seconda stagione della serie televisiva Difesa a oltranza è stata trasmessa in anteprima negli Stati Uniti d'America dalla ABC tra il 14 settembre 1972 e il 14 marzo 1973.
| nº | Titolo originale              | Titolo italiano | Prima TV USA      | Prima TV Italia |
| -- | ----------------------------- | --------------- | ----------------- | --------------- |
| 1  | Words of Summer               |                 | 14 settembre 1972 |                 |
| 2  | Lines from an Angry Book      |                 | 21 settembre 1972 |                 |
| 3  | Libel Is a Dirty Word         |                 | 28 settembre 1972 |                 |
| 4  | Hour of Judgment              |                 | 5 ottobre 1972    |                 |
| 5  | Journey Through Limbo         |                 | 12 ottobre 1972   |                 |
| 6  | The Trouble with Ralph        |                 | 19 ottobre 1972   |                 |
| 7  | Five Will Get You Six         |                 | 26 ottobre 1972   |                 |
| 8  | Who Saw Him Die?              |                 | 2 novembre 1972   |                 |
| 9  | Love Child                    |                 | 9 novembre 1972   |                 |
| 10 | Charlie Gave Me Your Number   |                 | 16 novembre 1972  |                 |
| 11 | The First Day of Your Life    |                 | 30 novembre 1972  |                 |
| 12 | Starting Over Again           |                 | 7 dicembre 1972   |                 |
| 13 | A Piece of God                |                 | 14 dicembre 1972  |                 |
| 14 | Sigh No More, Lady            |                 | 21 dicembre 1972  |                 |
| 15 | An Often and Familiar Ghost   |                 | 4 gennaio 1973    |                 |
| 16 | Sometimes Tough Is Good       |                 | 17 gennaio 1973   |                 |
| 17 | Seed of Doubt                 |                 | 24 gennaio 1973   |                 |
| 18 | Requiem for Young Lovers      |                 | 31 gennaio 1973   |                 |
| 19 | Why Is a Crooked Letter       |                 | 7 febbraio 1973   |                 |
| 20 | They've Got to Blame Somebody |                 | 14 febbraio 1973  |                 |
| 21 | Some People in a Park         |                 | 21 febbraio 1973  |                 |
| 22 | Final Semester                |                 | 7 marzo 1973      |                 |
| 23 | A Girl Named Tham             |                 | 14 marzo 1973     |                 |